# METISS

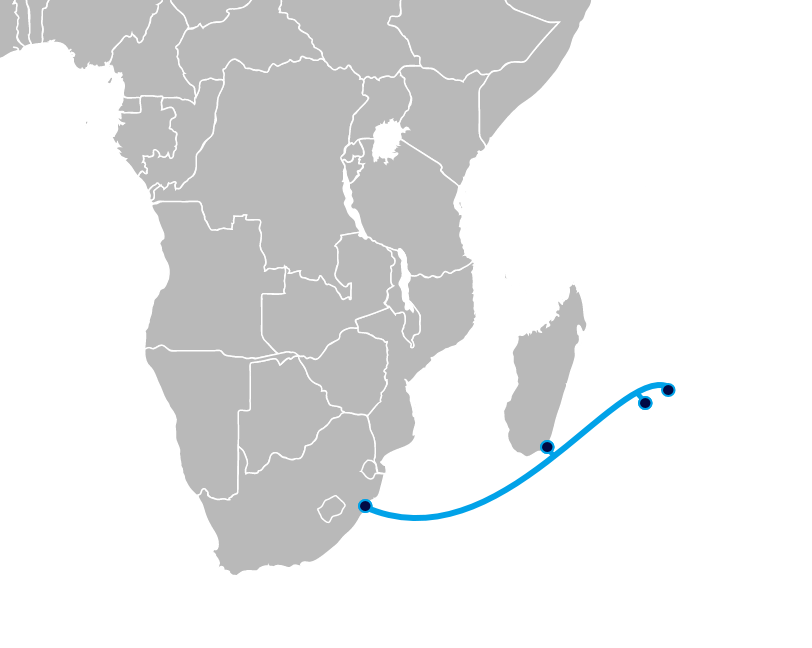
Cable METISS

METISS (MEltingpoT Indianoceanic Submarine System) est un câble sous-marin qui relie par fibre optique l'île Maurice, La Réunion, Madagascar et l'Afrique du Sud. Le contrat de construction, C&MA, a été signé le 13 décembre 2017 à Maurice par les six opérateurs régionaux qui financent sa construction.

## Description
Son nom est l'acronyme de MElting poT Indianoceanic Submarine System,. La construction du câble de 24 000 gigabits METISS débute en janvier 2018. Six opérateurs en télécommunication de la région ont procédé à la signature de l’accord de construction et de gestion le 13 décembre 2017.
La pose du câble a été réalisée par le navire Teliri d'Elettra entre juin 2020 et janvier 2021.
Les stations d'atterrissement du câble METISS sont :
- Baie du Tombeau, Maurice
- Le Port, La Réunion
- Fort Dauphin, Madagascar
- Durban, Afrique du Sud

## Opérateurs participants
Le consortium METISS regroupe six opérateurs régionaux de télécommunications de trois îles : 
- Maurice :
  - EMTEL et CEB Fibernet,
- La Réunion :
  - CANAL+ TELECOM, SFR et ZEOP
- Madagascar :
  - TELMA

et reste ouvert aux autres opérateurs et partenaires,.
Ce projet qui fédère des grands opérateurs privés du secteur des télécommunications est une initiative de la Commission de l'océan Indien.

## Budget et Planning
Intégralement financé par les membres du consortium, le projet Metiss aura coûté près de 50 millions d'euros.
Le câble METISS est en service depuis le 5 mars 2021,.